# Starîi Dobrotvir, Kameanka-Buzka
Starîi Dobrotvir (în ucraineană Старий Добротвір) este localitatea de reședință a comunei Starîi Dobrotvir din raionul Kameanka-Buzka, regiunea Liov, Ucraina.

## Demografie
Componența lingvistică a localității Starîi Dobrotvir
     Ucraineană (99,75%)
     Alte limbi (0,25%)
Conform recensământului din 2001, majoritatea populației localității Starîi Dobrotvir era vorbitoare de ucraineană (99,75%), existând în minoritate și vorbitori de alte limbi.